# Forseti

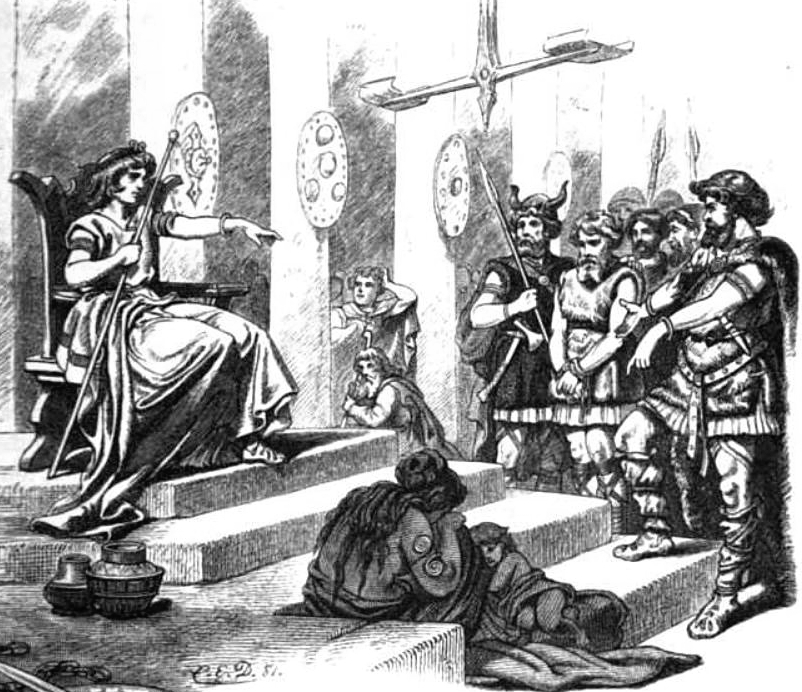
Forseti zu Gericht sitzend (1881) von Carl Emil Doepler

Forseti (altnordisch Forseti ‚Vorsitzender, Vorsitzer‘; nordfriesisch Fosite) ist in der nordischen Mythologie der Gott für Recht und Gesetz („Gerechter Richter“), der Vorsitzende des Things.

## Mythos
Forseti ist einer des Göttergeschlechts der Asen, Sohn des Balder und der Nanna. Seine Residenz ist der von Gold und Silber glänzende Saal Glitnir (Glastheim), wo er als oberster Richter Asgards täglich Recht spricht unter Göttern und Menschen.
Auszug aus der Grímnismál:
Glitnir ist die zehnte;

auf goldnen Säulen ruht

Des Saales Silberdach.

Da thront Forseti den langen Tag

Und schlichtet allen Streit.
Die Thing-Versammlungen sind häufig Forseti und Tyr geweiht, wobei Forseti mehr als Schlichter eines Konfliktes gilt. Tyr, der meist den Streit und den Kampf befürwortet, steht Forseti als Moderator zwischen zwei Parteien gegenüber. Forseti sieht in erster Linie das Gute in den Menschen und sorgt für die Einhaltung von Gesetzen und Regeln im Staat oder auch in Familien und Gemeinschaften. Forseti ist als Sohn des Lichtgottes aber nicht nur ein Schlichter, der nur auf Frieden beharrt, sondern er sieht einen Streit auch als Reinigung, nach dem Neues entstehen wird, wenn beide Parteien den Frieden einvernehmlich akzeptieren. Eine Differenz kann nur von beiden Streitparteien beigelegt werden und nicht nur von einer.
Nach den christlichen Heiligenlegenden des Willebrord und Ludger befand sich auf der Insel Fositesland ein Heiligtum des friesischen Gottes Fosite eine Quelle, aus der schweigend geschöpft wurde, wobei vermutet wird, dass mit der Insel Helgoland gemeint ist. Hier weidete das heilige Vieh Fosites, das niemand schlachten durfte. Dass hier der Gott Forseti gemeint ist, wird gelegentlich behauptet.
Um 1900 wurde der Helgoländer Gott Fosite auf der Insel als Personifikation der Insel benutzt, ähnlich wie Germania für Deutschland oder Hammonia für Hamburg.
Im Barock erschien in Karten von Helgoland ein templum Fostae vel Phosetae, der dann latinisiert zu einem templum Vestae wurde. Daraus entstand später eine Göttin Fosta, die aber in alten Schriften nirgends Erwähnung findet.